# Transtorno de ansiedade social
O transtorno de ansiedade social (TAS), também conhecido como fobia social, é um transtorno de ansiedade caracterizado pelo medo persistente e excessivo de ser criticado e julgado em situações sociais ou de desempenho. Neste transtorno, os indivíduos acreditam que estão sob constante escrutínio pelas outras pessoas. Diante de tais situações os indivíduos tendem a apresentar sintomas típicos de ansiedade como palpitações, tremores, sudorese, tensão muscular, boca seca, náusea, diarreia ou dor de cabeça o que leva o indivíduo a evitar situações onde tais possibilidades possam surgir. Apesar da alta prevalência na sociedade, o TAS é uma condição sub-reconhecida e sub-diagnosticada por estar associada a outras condições clínicas como depressão, distimia, abuso e dependência de álcool e drogas, ideação suicida, transtornos alimentares e outros transtornos de ansiedade.
Segundo o Instituto Nacional de Saúde Mental dos Estados Unidos da América, aproximadamente 12,1% dos adultos americanos experimentaram o Transtorno de Ansiedade Social em algum momento da sua vida, com uma prevalência ligeiramente superior em indivíduos do sexo feminino. Um estudo (com base nos anos de 2008 e 2009) mostrou que possivelmente de 5% a 13% dos brasileiros (cerca de 26 milhões) sofrem deste transtorno. E apenas 1% sabe ou tem conhecimento do problema.
A terapia cognitivo-comportamental é o modelo psicoterápico com a maior eficácia no tratamento da doença. Drogas também podem ser usadas para seu tratamento, como antidepressivos : inibidores seletivos da recaptação da serotonina (SSRIs), inibidores da recaptação da serotonina e norepinefrina (IRSNs) e inibidores da monoamino oxidase (IMAOs). Outros medicamentos usados são beta-bloqueadores e benzodiazepínicos.

## Sintomas
As pessoas afetadas por essa patologia compreendem que os seus medos são excessivos e irracionais. No entanto, experimentam uma enorme ansiedade e apreensão ao confrontarem situações socialmente temidas e tendem a fazer de tudo para evitá-las. Durante as situações temidas, os pacientes têm a sensação de que os outros as estão julgando e temem ser reputados como muito ansiosos, fracos ou estúpidos. Por conta disso, tendem muitas vezes a se isolarem.
De um modo geral, os pacientes com ansiedade social começam a evitar situações sociais que provocam respostas ansiosas desagradáveis, levando uma sensação de alivio acompanhada com sentimentos de culpa por não estar conseguindo enfrentar o problema. Cada conduta de evitação reforça o receio e promove a sua manutenção de tal forma que, se não tratada, a ansiedade social tende a ser crônica e incapacitante. Isso é observado na prática clínica, quando o paciente é estimulado a enfrentar o problema, resultando no agravamento do estado mental e em maior isolamento.

## Prevalência
O Transtorno de Ansiedade Social foi o transtorno ansioso mais prevalente nos estudos epidemiológicos feitos nos Estados Unidos da América (EUA) e na Europa. A prevalência teve uma variação de 2% a 12%. Um estudo epidemiológico e de comorbidades entre pacientes com ansiedade social evidenciou sua prevalência ao longo da vida em 5,0%. Já no estudo de Kessler et al. (2005) do National Comorbity Survey (NCS), a prevalência da TAS ao longo de 12 meses foi de 12,1%.
Segundo o DSM-5 (APA, 2013), há uma prevalência no diagnóstico do TAS de aproximadamente 7% na população americana. No Brasil, estudos apontam uma prevalência de 7,8% em uma amostra de adolescentes e de 23,12% em uma população de alunos de ensino fundamental e médio na cidade de Porto Alegre. Em um estudo realizado em uma área de captação próxima ao Hospital das Clínicas da Faculdade de Medicina da Universidade de São Paulo, se observou uma prevalência de 3,5% para o TAS.
Estudos apontam fatores sociais, estilos de vida e formas de convívio entre as pessoas que podem causar a fobia social. Parece haver um padrão associado a um papel familiar como modelo de resposta às situações sociais: educação autoritária, superprotetora e pais inseguros predispõe a fobia social, mas também há fatores genéticos: o córtex singulado anterior e a amídala cerebral. Gêmeos, particularmente os univitelinos (idênticos), têm maior incidência da doença do que a população em geral.
Parece haver uma associação estatisticamente significativa entre o TAS e o ambiente familiar: quanto maiores os níveis de proteção e autoritarismo exercidos pelos pais, maiores os índices de fobia social, e, quanto maiores os níveis de carinho e autonomia dada pelo pais, menores são os índices de fobia social. Os pacientes frequentemente são jovens e vivem em grandes cidades, onde o contato social é teoricamente maior. Estudos apontam que esse transtorno tem mais incidência nas mulheres do que aos homens.

## Exemplos de situações temidas
As situações sociais temidas e a intensidade da reação para estas situações variam notavelmente de indivíduo para indivíduo. Existem casos de ansiedade social específica, onde envolve uma única situação ou um grupo restrito de situações relacionadas, ou generalizada, envolvendo diversas situações não específicas. Alguns exemplos de situações que podem gerar respostas ansiosas são:
- Encontrar-se ou/e desenvolver um diálogo com pessoas desconhecidas.
- Fazer amizades.
- Flertar ou demonstrar interesses amorosos ou sexuais a alguém que esteja interessado.
- Falar ou atuar em público ou para um pequeno grupo.
- Ir a uma entrevista.
- Comer, beber, escrever, trabalhar, dirigir ou praticar esportes enquanto é observado.
- Ser fotografado ou filmado.
- Andar na rua, ser observado e julgado pelas pessoas.
- Comemorar aniversário, participar de eventos sociais, festas ou ser o centro das atenções.
- Estar em espaço fechado onde há gente desconhecida.
- Fazer ou receber chamadas telefônicas.
- Ir ao médico, dentista, cabeleireiro ou a outros profissionais de necessidade rotineira.

### Características
O Transtorno de Ansiedade Social começa a se manifestar na infância e início da adolescência e segue um curso crônico com alta proporção de comorbidades, fazendo com que seja considerado um importante problema de saúde pública. A ansiedade social é frequentemente confundida com excesso de timidez e com traços de personalidade, levando a que muitos sofram a vida inteira sem procurar ajuda médica. Quando o diagnóstico e tratamento não são precoces, há prejuízo clínico para o paciente, podendo levar a situações como pedidos de demissão, afastamento do trabalho, absenteísmo, etc.
As pessoas com ansiedade social são excessivamente preocupadas com o julgamento alheio, com a opinião dos outros a seu respeito, perfeccionistas e determinadas. Com essas características, os portadores costumam ter alto senso de responsabilidade, bom desempenho profissional e avidez pelos desafios enfrentados. A preocupação excessiva com as situações sociais onde estará sob apreciação alheia desperta intensa ansiedade antecipatória.
Os pacientes tendem a pensar que estão a ser observadas de maneira diferente ou que percebem algo nela anormal (como no rosto, comportamento ou aparência), levando a que evitem o contacto visual e andem de cabeça baixa. Mesmo quando têm consciência de que as pessoas não estão a olhar para eles ou a julgá-los, as reações continuam a ocorrer por serem embasadas num medo irracional. Alguns evitam sair de casa, e quando saem ficam ansiosos por voltar. Em situações de exposição social, sentem um grande incômodo psicológico e físico, normalmente desproporcionado da ameaça real. Mesmo quando a exposição social a desconhecidos ocorre dentro de casa (como um convidado de um membro do agregado familiar), verificam-se reações significativas.
Dependendo de como é o movimento de pessoas em sua casa, podem restringir ainda mais sua zona de conforto, passando a ficar a maior parte do dia em seus quartos. É comum que não atendam a porta, o telefone e se tranquem em seus quartos quando há visitas em casa, saindo apenas quando o visitante for embora. O paciente frequentemente "marca" as pessoas que lhe trouxeram mais ansiedade e sofrimento (mesmo que estas não tenham feito nada de errado) e tenta evitar ao máximo seu contato com estas pessoas novamente. Além de evitá-las, tende a rotulá-las através de criticas negativas, racionalizações e antipatizando com elas, quando na realidade a evitação não está tão depositada nas características da pessoa, mas na própria reação fóbica que experimentou no contato com ela, baseado no seu próprio medo irracional.
O portador frequentemente tem uma autoimagem negativa (independente da atratividade física), crê que os outros são melhores do que ele, adota uma personalidade muito pensativa a pequenos pormenores e acha que faz tudo mal, mesmo quando é o melhor. Apesar destes sentimentos serem muito característicos, muitos portadores do transtorno não os experimentam conscientemente. Alguns experimentam um sentimento oposto em forma de defesa, se julgando superiores (principalmente em questões intelectuais e/ou morais) em relação a grande maioria das pessoas, apesar dos pensamentos inconscientes pulsantes de inferioridade que eles próprios carregam. Por vezes, o sentimento de inferioridade perante os outros é facilmente notado e consciente para o próprio, demonstrados por pensamentos e falas autoderrotistas. Em outros casos, o paciente dificilmente apresenta alguma demonstração clara de pensamentos de inferioridade, e nunca ou quase nunca demonstra isso em suas falas, normalmente assumindo uma posição de superioridade no plano intelectual, ético, moral, ou em alguns casos financeiro. Nesse último caso, a ideia de sentir-se inferior pode parecer incoerente e inaceitável para o fóbico.
As características que revelam o sentimento de inferioridade (conscientes ou inconscientes) são principalmente as reações de fuga e esquiva, os pensamentos automáticos negativos e os comportamentos autoderrotistas. Por mais que o paciente inconsciente de suas crenças de inferioridade racionalize as explicações para suas características pessoais e para o seu problema, ele apresenta reações automáticas e inconscientes típicas de crenças de inferioridade. É importante ressaltar também que assim como o medo que o paciente sente, estas crenças também são irracionais, e de maneira alguma significam que o indivíduo é realmente inferior aos demais. É uma crença irracional, mas que o portador crê de maneira irracional e inquestionável (esteja consciente ou não). Um dos pontos importantes do tratamento é conscientizar o doente de suas crenças, conscientizar do valor irracional e infantil delas, e trabalhar uma maneira de enfraquecê-las e substituí-las por crenças mais saudáveis, adultas e condizentes com a realidade.
Nas cidades pequenas o hábito de conversar sobre a vida alheia e o maior contato com pessoas conhecidas pode ser pior para o transtorno, pois implica numa maior exposição e vulnerabilidade ao julgamento. Alguns se sentem melhor com uma mudança para cidades grandes, mas esse sentimento pode ser interpretado como uma fuga do problema, nunca uma solução. Pode até ocorrer um alívio imediato, mas em pouco tempo o transtorno vai novamente tomar forças quando o indivíduo se adaptar a nova cidade e a nova rotina, se tornando o mesmo transtorno de sempre, mas moldado com a nova imposição ambiental.
No geral são tímidos e educados, e estas características podem ser confundidas como uma característica normal e benéfica, principalmente por desconhecidos, e assim serem reforçadas indevidamente. O comportamento tímido e educado foge aos limites saudáveis, e costumam ser assim pela dificuldade que o portador sente em se expor emocionalmente, tomar decisões, exigir seus direitos ou mesmo enfrentar naturalmente as mais diversas interações sociais. Estes comportamentos nem sempre são verdadeiros, mas são utilizados (na maioria das vezes de forma automática) para evitar a exposição, o julgamento e a reprovação alheia. Muitas pessoas acabam tendo uma imagem errônea de que o paciente é extremamente "bonzinho", educado, meigo e tranquilo. De que estas pessoas não sentem aversão, raiva, e outros sentimentos turbulentos.
É muito comum que estas pessoas acabem aproveitando, pedindo favores de maneira indiscriminada, tendo comportamentos indiscretos e inconvenientes, não respeitando seus sentimentos, pois percebem que ele nunca expõe sua desaprovação, seu descontentamento, sua irritação, frequentemente cede aos desejos dos outros e não consegue estabelecer limites nas suas relações. As relações que surgem através disto são extremamente desconfortáveis aos portadores de TAS, que não suportam tal convivência, mas se sentem impotentes em estabelecer limites ou desfazer a relação. Acabam se limitando a se esquivar e fugir o máximo que puderem, e sofrerem em silêncio com o problema.
Geralmente são mais inteligentes (ou possuem mais conhecimento) do que a maioria das pessoas. O isolamento social e a consequente diminuição da atividade mental voltada para o externo (ambiente, sociedade) leva os portadores a uma maior atividade mental voltada para o interno. Com isto, eles acabam se auto-estimulando mais que a maioria das pessoas, o que leva a um desenvolvimento intelectual maior. Este caso é mais notado quando a fobia se desenvolve na infância ou adolescência, em comparado com quando surge durante a vida adulta.
Esta autoestimulação excessiva, e outros fatores importantes que também estão envolvidos, durante estes períodos que o cérebro ainda se encontra numa importante fase de desenvolvimento acaba muitas vezes levando a uma inteligência acima da média quando o indivíduo atinge o início da vida adulta, e também tem grande importância no desenvolvimento intelectual a partir daí. Este fenómeno é mais observado nos dias atuais, onde os fobicos sociais possuem um intenso contato com a internet e consequentemente podem buscar e adquirir informações de uma maneira muito mais rápida e eficiente do que se comparado há uma ou duas décadas atrás.

## Relação com a timidez
O TAS é frequentemente confundido com excesso de timidez e traços de personalidade do indivíduo, levando muitos a sofrerem a vida inteira sem saberem que têm transtorno de ansiedade social. A timidez é uma característica da personalidade extremamente comum e normal, que não impede o indivíduo de conquistar o que é necessário ao seu desenvolvimento saudável. O TAS não é comparável à timidez, não sendo correto dizer que trata-se de "uma excessiva timidez". O transtorno de ansiedade social é um transtorno ansioso, caracterizada por um medo irracional de situações sociais, relacionada a reações de luta ou fuga que interfere de forma muito significativa na vida do indivíduo.
Para o paciente, é como se as situações sociais se assemelhassem a um tigre, ou outra ameaça em potencial. São disparadas reações fisiológicas de ansiedade extrema, os músculos dos membros superiores e/ou inferiores são irrigados, a libertação de glicose é aumentada, a frequência respiratória aumenta, o batimento cardíaco se acelera: são todas reações reflexo de enfrentamento, a fim de proteger a própria integridade física. No caso do tigre, é perfeitamente previsível e normal, já que o estímulo (tigre) é extremamente aversivo e perigoso, e a resposta fisiológica deve ocorrer para preservar a integridade física do indivíduo. Já neste transtorno, o indivíduo tem as mesmas reações (variando na intensidade) para se proteger de algo que não lhe traz perigo algum, muito menos risco de morte.
Os estímulos (situações sociais) são interpretados de uma maneira totalmente disfuncional, desadaptativa e prejudicial, através de crenças ilógicas e irracionais, distorções cognitivas, etc. Através destas interpretações errôneas da realidade, o paciente sente sua integridade moral e psicológica (e por vezes, também física) ameaçada por um perigo iminente que não existe, e tem reações automáticas para protegê-la. Por isso, o transtorno de ansiedade social é muito diferente de timidez. Ela tende a prejudicar bastante a vida dos portadores e deve ser o mais rápido que possível tratada por profissionais capacitados.

## Diagnóstico
Os sistemas de diagnóstico e classificação em Psiquiatria atualmente em uso são a Classificação Internacional das Doenças da Organização Mundial da Saúde, 11a edição (CID-11, 2018) e o Manual de Diagnóstico e Classificação dos Transtornos Mentais da Associação Psiquiátrica Americana, 5a edição (DSM-V, 2013). Estes operacionalizaram o diagnóstico de TAS, facilitando seu reconhecimento, confiabilidade e a comunicação entre profissionais.
Os critérios para o diagnóstico de Transtorno de Ansiedade Social segundo a CID-11 são:
1. Medo ou ansiedade acentuada e excessiva que ocorre consistentemente em uma ou mais situações sociais, como interações sociais (por exemplo, ter uma conversa), fazer algo enquanto se sente observado (por exemplo, comer ou beber na presença de outras pessoas), ou atuar na frente de outras pessoas (por exemplo, fazer um discurso).
2. O indivíduo está preocupado em agir de uma forma ou apresentar sintomas de ansiedade que serão avaliados negativamente por outras pessoas.
3. Situações sociais relevantes são evitadas consistentemente ou então suportadas com medo ou ansiedade intensos.
4. Os sintomas persistem por pelo menos vários meses e são suficientemente graves para resultar em sofrimento significativo ou prejuízo significativo na vida pessoal, familiar, social, educacional, ocupacional ou em outras áreas importantes do funcionamento.[3]

Já os critérios para o diagnóstico de transtorno de ansiedade social segundo o DSM-V são:
1. Medo ou ansiedade acentuados acerca de uma ou mais situações sociais em que o indivíduo é exposto a possível avaliação por outras pessoas. Exemplos incluem interações sociais (por exemplo, comendo ou bebendo) e situações sociais em que o indivíduo é exposto a possível avaliação por outras pessoas. Exemplos incluem interações sociais (por exemplo, manter uma conversa, encontrar pessoas que não são familiares), ser observado (por exemplo, comendo ou bebendo) e situações de desempenho diante de outros (por exemplo, proferir palestras). Nota: Em crianças, a ansiedade deve ocorrer em contextos que envolvem seus pares, e não apenas em interações com adultos.
2. O indivíduo teme agir de forma a demonstrar sintomas de ansiedade que serão avaliados negativamente (por exemplo, será humilhante ou constrangedor; provocará a rejeição ou ofenderá outros).
3. As situações sociais quase sempre provocam medo ou ansiedade. Nota: Em crianças, o medo ou ansiedade pode ser expresso chorando, com ataques de raiva, imobilidade, comportamento de agarrar-se, encolhendo-se ou fracassando em falar em situações sociais.
4. As situações sociais são evitadas ou suportadas com intenso medo ou ansiedade.
5. O medo ou ansiedade é desproporcional à ameaça real apresentada pela situação social e o contexto sociocultural.
6. O medo, ansiedade, ou esquiva é persistente, geralmente durando mais de seis meses.
7. O medo, ansiedade ou esquiva causa sofrimento clinicamente significativo ou prejuízo no funcionamento social, profissional ou em outras áreas importantes da vida do indivíduo.
8. O medo, ansiedade ou esquiva não é consequência dos efeitos fisiológicos de uma substância (por exemplo droga para fim recreativo, medicamento) ou de outra condição médica.
9. O medo, ansiedade ou esquiva não é mais bem explicado pelos sintomas de outro transtorno mental, como transtorno de pânico, transtorno dismórfico corporal ou transtorno do espectro autista.
10. Se outra condição médica (por exemplo doença de Parkinson, obesidade, desfiguração por queimaduras ou ferimentos) está presente, o medo, ansiedade ou esquiva é claramente não relacionado ou é excessivo.[19]

### Especificação
O DSM-V também considera o transtorno de ansiedade social do tipo desempenho, em indivíduos que têm preocupações com desempenhos que são geralmente mais prejudiciais em sua vida profissional (por exemplo músicos, dançarinos, artistas, atletas) ou em países que requerem falar em público. Os medos de desempenho também podem se manifestar em contextos de trabalho, escola ou acadêmicos nos quais são necessárias apresentações públicas regulares. Os indivíduos com transtorno de ansiedade social somente desempenho não temem ou evitam situações sociais que não envolvam o desempenho.

## Comorbidades

### Abuso de álcool e drogas
A comorbidade entre dependência de álcool e outras drogas ilícitas tem um impacto relevante no diagnóstico e no prognóstico de pacientes com TAS. Um estudo apontou o abuso ou dependência alcoólica nestes pacientes com taxas avaliadas em 8-10% no homem e 3-5% na mulher, e que, entre os distúrbios ansiosos, a ansiedade social era aquele que apresentava a frequência mais elevada de alcoólicos. Em um estudo brasileiro, a prevalência de TAS em uma amostra de alcoolistas foi de 24,6%. O TAS precedeu a dependência de álcool em 90,2% e somente 20,3% dos alcoolistas estavam medicados para TAS. A presença do TAS está associada a uma maior probabilidade de dependência de álcool e de maconha. A análise de risco proporcional de Cox encontrou 1,56 vezes mais chances de desenvolver dependência de álcool, além de 1,94 vezes mais chances de desenvolver dependência de maconha.
Além disso, o TAS, geralmente, precede o abuso e a dependência do álcool e outras substâncias ilícitas. Entre pacientes com TAS e comorbidade com abuso ou dependência de álcool, 87,5% apresentavam o diagnóstico de TAS antes ou concomitante ao início da dependência ou abuso. De forma semelhante, o diagnóstico de TAS precede ou ocorre concomitantemente ao abuso e à dependência de maconha, sedativos e tabaco, com taxas, respetivamente de 80%; 71,4% e 64,7%.

### Outros transtornos psiquiátricos
Kessler et al., em conformidade com o National Comorbidity Survey (NCS), mencionam que a ampla maioria dos pacientes com transtorno de ansiedade social sofre de outros quadros psiquiátricos: cerca de 80% dos pacientes apresentam alguma comorbidade. As mais comumente observadas são outros transtornos de ansiedade, depressão e transtornos por uso de substância. Um estudo apontou elevadas taxas de comorbidade em TAS, sendo os transtornos comórbidos, de um modo geral, secundários do ponto de vista cronológico. Os transtornos de ansiedade mais comumente encontrados são: transtorno de ansiedade generalizada, fobia específica e transtorno do pânico com agorafobia. Apesar da presença de comorbidades frequentemente estarem associadas à gravidade do quadro, os resultados dos estudos a respeito da piora na sintomatologia do TAS ainda são variáveis.
Atualmente, sabe-se que a depressão é uma comorbidade comum dos transtornos de ansiedade, coocorrendo frequentemente com o TAS. Síndromes depressivas ocorrem com frequências que variam de 17 a 70% entre os pacientes com ansiedade social. Dentre as consequências da comorbidade destacam-se seu impacto sobre a eficácia do tratamento, o aumento do risco de cronicidade e a piora do desempenho social.

## Tratamento

### Psicoterapia
A Terapia cognitivo comportamental em formato individual ou em grupo tem se apresentado como o tratamento de primeira linha para o TAS. Vários estudos de metanálise indicaram a eficácia da terapia cognitivo-comportamental no tratamento do transtorno em comparação com outras técnicas. Um estudo apontou que 12 a 16 sessões semanais são suficientes para a redução da ansiedade. Uma revisão apontou que a TCC de forma isolada ou associada ao uso de fármacos tem se mostrado eficaz no tratamento da fobia social e também a outras formas de terapias alternativas. As principais técnicas da TCC usadas no tratamento da fobia social são:
- Reestruturação cognitiva: neste modelo, os pacientes são ensinados a identificarem pensamentos distorcidos no momento em que estes ocorrem, questionar a validade destes pensamentos e substitui-los por pensamentos mais saudáveis e condizentes com a realidade.[36][37]
- Treinamento de habilidades sociais: esta técnica busca corrigir o déficit de habilidades sociais que é um padrão comumente visto em pacientes com fobia social, o uso de técnicas de treinamento de habilidades sociais tem sido recomendado para todos os pacientes com fobia social, independentemente de apresentarem déficits de habilidades sociais, visto que este recurso tem se mostrado bastante eficaz em reduzir a ansiedade no confronto interpessoal.[38]
- Técnicas de relaxamento: as técnicas de relaxamento tem como finalidade o controle dos sintomas fisiológicos característicos da ansiedade. O Relaxamento Progressivo de Jacobson é a principal técnica de relaxamento utilizada. Pesquisadores[39] sugerem que as técnicas de relaxamento são apropriadas a pacientes com fobia social que apresentam intensos sintomas fisiológicos de ansiedade durante uma situação social ou de desempenho. Os estudos mostram que as técnicas de relaxamento facilitam a exposição do paciente à situação temida, porém não são eficazes isoladamente no tratamento da fobia social.[39][40]
- Exposição: exposição se refere à imersão nas situações geradoras de ansiedade por meio da imaginação ou do enfrentamento ao vivo. Inicialmente paciente e terapeuta constroem uma hierarquia de situações temidas começando nas situações menos geradoras de ansiedade e avançando para as situações mais temidas pelo paciente.[41] No início do tratamento, o terapeuta pode acompanhar o paciente até que este possa enfrentar sozinho estas situações. Após a exposição frequente e quando a situação não provocar mais altos níveis de ansiedade e incômodo, passa-se a próxima situação temida. O processo continua até que o paciente possa enfrentar todos os itens da hierarquia com significativa redução da ansiedade e do desconforto.[42]

### Farmacoterapia

#### Inibidores Seletivos da Recaptação de Serotonina (ISRS)
A paroxetina constitui o fármaco de primeira linha no tratamento da fobia social devido a grande quantidade de estudos e a sua eficácia comprovada. Estudos confirmaram a superioridade da paroxetina em relação ao placebo.
Um estudo reduzido apresentou efeitos positivos com o uso do citalopram após oito semanas de tratamento. Um estudo apresentou resultado positivo com o uso da fluvoxamina em pacientes com fobia social generalizada. Apesar do índice de resposta ser considerado modesto (42,9%), ainda assim foi superior ao placebo.
A sertralina apresentou resultados positivos em estudos reduzidos. A fluoxetina também mostrou ser aparentemente eficaz.
Os IMAOs são medicamentos com ações noradrenérgicas, serotoninérgicas e dopaminérgicas, conjuntamente com efeitos colaterais. Isto explicaria a eficácia, bem como a baixa tolerância. Apesar de sua eficácia em relação ao placebo, os IMAOs não são recomendados como tratamentos de primeira escolha para a fobia social devido a fortes efeitos colaterais.
O alprazolam foi o primeiro benzodiazepínico relatado na literatura no tratamento da fobia social, tendo apresentado resultado positivo. Benzodiazepínicos como clonazepam, bromazepam e alprazolam podem ser eficazes no tratamento da fobia social. Entretanto, não são medicamentos de primeira escolha porque podem causar abuso, dependência e problemas cognitivos. Os efeitos colaterais mais frequentes são sonolência, problemas cognitivos e diminuição da libido. Os benzodiazepínicos também podem favorecer o aparecimento ou agravar síndrome depressiva em pacientes com fobia social.